# Capitularina involucrata
Capitularina involucrata är en halvgräsart som först beskrevs av J.V.Suringar, och fick sitt nu gällande namn av Johannes Hendrikus Kern. Capitularina involucrata ingår i släktet Capitularina och familjen halvgräs. Inga underarter finns listade i Catalogue of Life.